# Oonops pulcher hispanicus
Oonops pulcher là một loài nhện trong họ Oonopidae.
Loài này thuộc chi Oonops. Oonops pulcher hispanicus được miêu tả năm 1916 bởi Dalmas.